# Соловьёва, Наталья Максимовна
Наталья Максимовна Соловьёва (род. 23 января 1998, Нижний Новгород) — российская прыгунья с трамплина, победительница первенства России 2014 года в Чайковском, участница этапов Кубка мира в Фалуне (Швеция), Рашнове (Румыния) и юношеском чемпионата мира 2014 года в Валь-ди-Фьемме (Италия).

## Спортивная карьера
В 11 лет Наталья пришла в прыжки с трамплина. Уже в 12 лет в первый раз поехала на соревнования «Рождественское турне-2011» в Пермском крае. С 2014 года рассматривается национальной сборной, ездила вместе с ней на чемпионат мира и на три этапа Кубка мира. Выступает за Нижний Новгород и СДЮСШОР «По прыжкам на лыжах с трамплина и лыжному двоеборью». Первый тренер спортсменки — Китаев Андрей Станиславович. В настоящее время тренером является Корнилов Александр Сергеевич.

### Сезон 2011/12
В 2011, 2012, годах Наталья стала бронзовой призёркой на Рождественском турне, на Спартакиаде 2012 года в Уфе стала 14-й, летом 2012 года в Уфе на первенстве России стала третьей.

### Сезон 2013/14
Победительница Кавголовских игр в Токсово (Санкт-Петербург) в августе 2013 года. С сезона 2013/14 года участвовала в Кубке России и была неоднократно призёркой. Победительница Первенства России в Чайковском в январе, в марте 2014 года на чемпионате России в Нижнем Тагиле была 8-й, на первенстве России в Сочи в октябре стала 4-й, а на чемпионате России там же 8-й.
На Первенстве мира по прыжкам с трамплина 2014 проходившем в январе 2014 года в итальянском городе Валь-ди-Фьемме заняла 32-е место в индивидуальных соревнованиях и 6-е в командных. В феврале в Рашнове (Румыния) участвовала на Кубке FIS и заняла 4-е и 6-е места, после чего участвовала на 3-х этапах Кубка мира, два из которых были в Рашнове, а один — в Фалуне (Швеция)

### Сезон 2015
На Первенстве России в Чайковском в январе заняла 2-е место.

### Сезон 2015/16
На 1-м этапе Кубка России в Нижнем Тагиле в декабре 2015 года заняла 6-е место. На 5-м этапе Кубка России в Нижнем Тагиле в январе 2016 года заняла 5-е место. На Первенстве России среди девушек до 19 лет 22 января 2016 года в Нижнем Тагиле одержала победу. Так же на Первенстве России среди юниорок до 21 года 28 января 2016 года в Нижнем Тагиле одержала еще одну победу.